# Майкл Сата
Майкл Чілуф'я Сата (англ. Michael Chilufya Sata; 6 липня 1937 — 28 жовтня 2014) — замбійський політик, був головою Патріотичного фронту і лідером опозиції у 2001–2011 роках, кандидат на президентських виборах у 2001, 2006, 2008. Переможець президентських виборів у 2011 році і президент Замбії з 23 вересня 2011 до 28 жовтня 2014 року.